# Dorymyrmex
Dorymyrmex é um gênero de insetos, pertencente à família Formicidae.

## Distribuição e habitat
O gênero somente pode ser encontrado nas Américas, da região Neotropical à Neoártica. Há mais de 60 espécies descritas, e sabe-se da existência de algumas ainda não descritas. Muitas espécies de Dorymyrmex demonstram alto grau de endemicidade, preferências de habitat especializadas, e estruturas populacionais bem variadas. Algumas espécies podem agir como potenciais agentes de controle biológico contra pragas agriculturais. Espécies de Dorymyrmex criam colônias de preferência em habitats secos ou antrópicos, geralmente em solo sem cobertura de vegetação. Diversas espécies convivem com insetos-escama, pulgões e outros hemípteros em relação de mutualismo. Esses comportamentos são comuns em outros gêneros de Dolichoderinae e outras subfamílias próximas.

## Espécies
- Dorymyrmex agallardoi
- Dorymyrmex alboniger
- Dorymyrmex antarcticus
- Dorymyrmex antillana
- Dorymyrmex baeri
- Dorymyrmex bicolor
- Dorymyrmex biconis
- Dorymyrmex bituber
- Dorymyrmex bossutus
- Dorymyrmex breviscapis
- Dorymyrmex bruchi
- Dorymyrmex brunneus
- Dorymyrmex bureni
- Dorymyrmex carettei
- Dorymyrmex caretteoides
- Dorymyrmex chilensis
- Dorymyrmex confusus
- Dorymyrmex coniculus
- Dorymyrmex elegans
- Dorymyrmex emmaericaellus
- Dorymyrmex ensifer
- Dorymyrmex exsanguis
- Dorymyrmex flavescens
- Dorymyrmex flavopectus
- Dorymyrmex flavus
- Dorymyrmex fusculus
- Dorymyrmex goeldii
- Dorymyrmex goetschi
- Dorymyrmex grandulus
- Dorymyrmex hunti
- Dorymyrmex hypocritus
- Dorymyrmex incomptus
- Dorymyrmex insanus
- Dorymyrmex jheringi
- Dorymyrmex joergenseni
- Dorymyrmex lipan
- Dorymyrmex medeis
- Dorymyrmex minutus
- Dorymyrmex morenoi
- Dorymyrmex paiute
- Dorymyrmex pappodes
- Dorymyrmex planidens
- Dorymyrmex pogonius
- Dorymyrmex pulchellus
- Dorymyrmex pyramicus
- Dorymyrmex reginicula
- Dorymyrmex reginiculus
- Dorymyrmex richteri
- Dorymyrmex santschii
- Dorymyrmex silvestrii
- Dorymyrmex smithi
- Dorymyrmex spurius
- Dorymyrmex steigeri
- Dorymyrmex tener
- Dorymyrmex thoracicus
- Dorymyrmex wheeleri
- Dorymyrmex wolffhuegeli